# Шаронвил
Шаронвил (фр. Charonville) насеље је и општина у централној Француској у региону Центар (регион), у департману Ер и Лоар која припада префектури Шартр.
По подацима из 2011. године у општини је живело 299 становника, а густина насељености је износила 30,95 становника/km². Општина се простире на површини од 9,66 km². Налази се на средњој надморској висини од 145 метара (максималној 162 m, а минималној 137 m).

## Демографија
| 1962. | 1968. | 1975. | 1982. | 1990. | 1999. | 2011. |
| ----- | ----- | ----- | ----- | ----- | ----- | ----- |
| 218   | 235   | 231   | 272   | 244   | 237   | 299   |

График промене броја становника у току последњих година